# Markus Schmitz (Historiker)

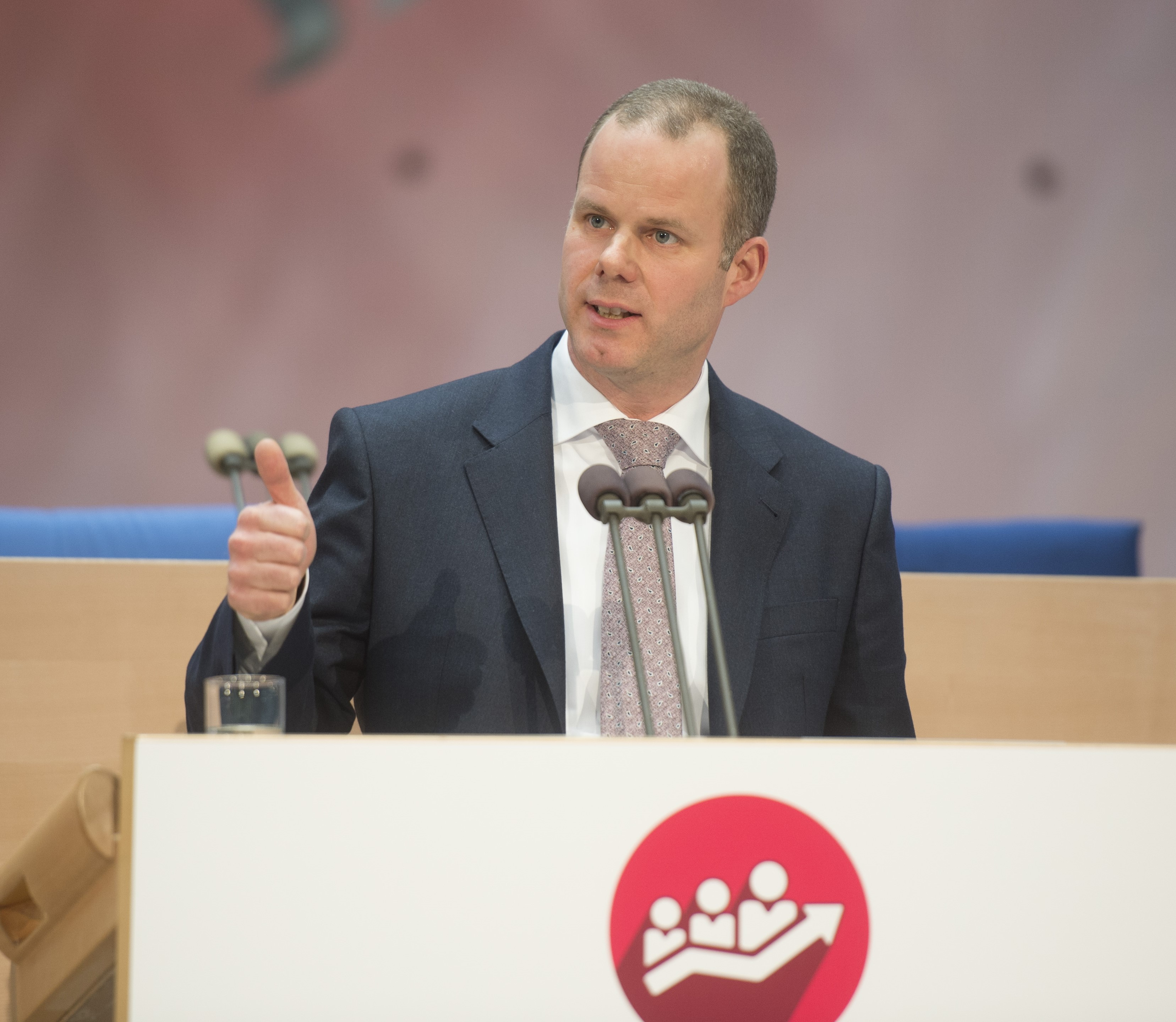
Markus Schmitz (2018)

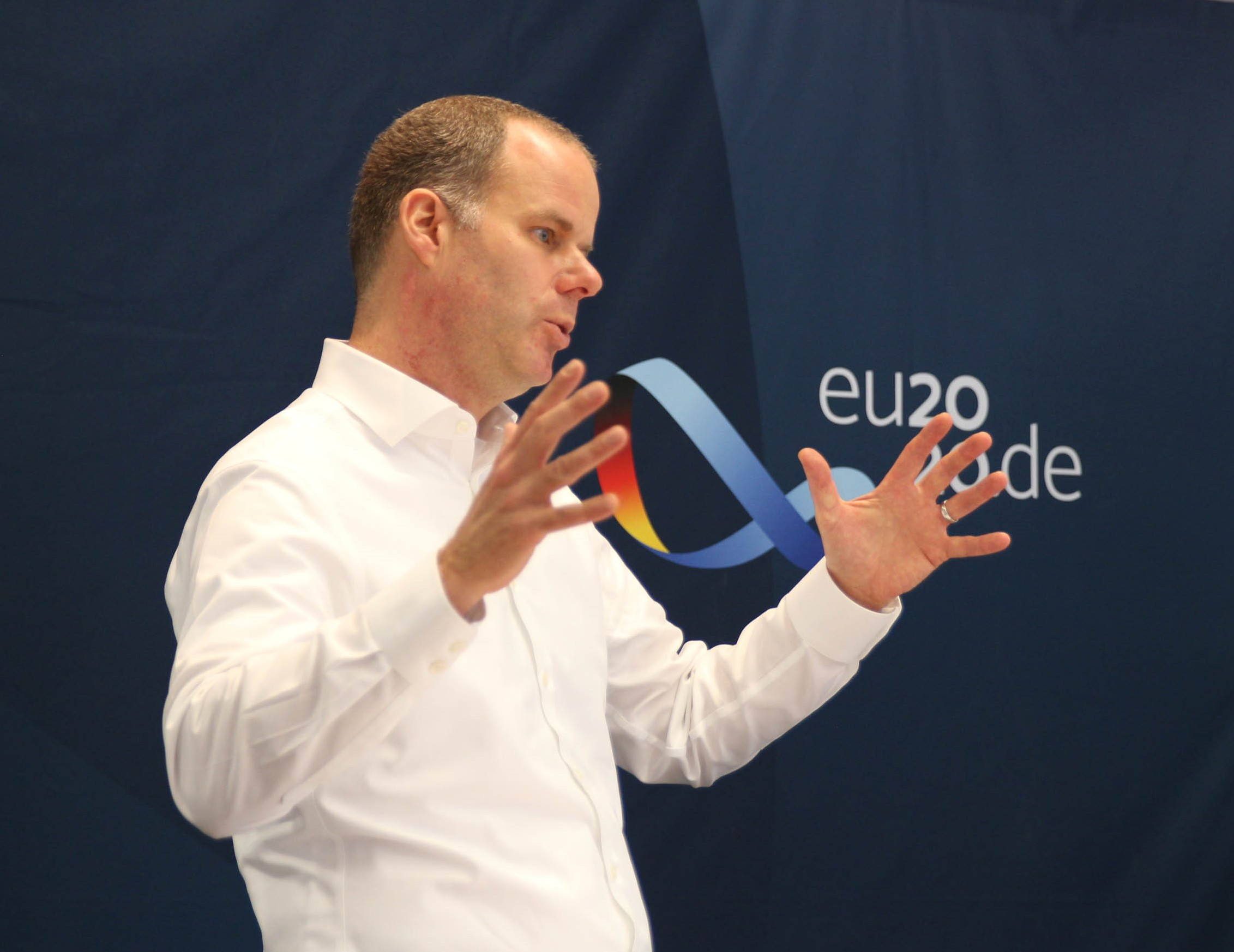
Markus Schmitz bei einem Vortrag im Rahmen der deutschen EU-Ratspräsidentschaft am 27. Okt. 2020

Markus Schmitz (* 3. August 1973 in Münster) ist ein deutscher Manager. Er war von 2016 bis 2023 Generalbevollmächtigter und Chief Information Officer (CIO) der Bundesagentur für Arbeit (BA) in Nürnberg. Seit Februar 2024 leitet er wieder als Vorsitzender der Geschäftsführung die Regionaldirektion Bayern der Bundesagentur für Arbeit.

## Leben
Schmitz studierte Sozialwissenschaften und Geschichte in Münster (Erstes Staatsexamen), Oxford (Master of Studies in Modern History), Bern und Bonn. Er war Stipendiat der Studienstiftung des deutschen Volkes, der Konrad-Adenauer-Stiftung und des Deutschen Akademischen Austauschdienstes.
Während seines Studiums in Oxford arbeitete Markus Schmitz zur Geschichte des irischen Nationalismus. Im Jahr 2003 wurde Markus Schmitz an der Universität Bonn mit einer Dissertation zur Neuformierung der bilateralen Beziehungen zwischen der Bundesrepublik Deutschland und der Schweiz nach dem Zweiten Weltkrieg, die er am Lehrstuhl von Klaus Hildebrand anfertigte, zum Doktor der Philosophie promoviert. Die Arbeit wurde mit dem Bruno-Heck-Wissenschaftspreis ausgezeichnet und im Buchverlag der Neuen Zürcher Zeitung veröffentlicht.
Bereits zuvor hatte Schmitz zusammen mit dem Historiker Bernd Haunfelder die Berichte des Schweizer Generalkonsuls Franz-Rudolf von Weiss aus der Epoche vom Kriegsbeginn 1939 bis zur Wahl Konrad Adenauers zum ersten Bundeskanzler 1949 veröffentlicht. Der Band dokumentiert zudem die Geschichte des Hilfswerks „Schweizer Spende“ am Beispiel der Stadt Köln.
2002 wechselte Schmitz von der wissenschaftlichen Laufbahn in die Beratung. Bei der Unternehmensberatung McKinsey & Company war er auf den Gebieten der Telekommunikation, der Human Resources und des öffentlichen Sektors aktiv.
Im Jahr 2005 ging er zur Zeit der sogenannten Hartz-Reformen als Bereichsleiter für die Produkt- und Programmentwicklung in der Arbeitslosenversicherung zur Bundesagentur für Arbeit. Von 2009 bis 2014 war Markus Schmitz als Geschäftsführer der Zentrale der Bundesagentur für Arbeit für die Produktentwicklung der Grundsicherung tätig und zugleich verantwortlich für die Koordinierungsstelle Migration und die Fachdienste der Bundesagentur. Wesentliche Projekte unter seiner Leitung waren die Konzeption von Arbeitsbündnissen „Jugend und Beruf“ zwischen Agenturen, Jobcentern und der Jugendhilfe, die Erarbeitung und Umsetzung einer Beratungskonzeption für die Jobcenter, die Entwicklung kompetenzdiagnostischer Testformate durch den Berufspsychologischen Service, der Aufbau einer weitgehend selbstfinanzierten internen Beratung für die gemeinsamen Einrichtungen sowie die Entwicklung und Umsetzung bundesweiter IT-Verfahren für die Grundsicherung, darunter die Entwicklung und Pilotierung der elektronischen Akte im SGB II, die mittlerweile bundesweit in den Jobcentern eingeführt wurde.
Von Januar 2015 bis Oktober 2016 hat Schmitz als Vorsitzender der Geschäftsführung die Regionaldirektion Bayern der Bundesagentur für Arbeit geleitet. In seine Amtszeit fiel die arbeitsmarktliche Bewältigung der Flüchtlingsthematik die den Freistaat Bayern als Grenzland zu Österreich in besonderer Weise tangiert hat.
Von November 2016 bis 2023 war Schmitz als Generalbevollmächtigter in der Zentrale der Bundesagentur verantwortlich für die Informationstechnologie, die Infrastruktur und das digitale Prozessmanagement. In das Ressort fallen zudem das IT-Systemhaus, das BA-Service-Haus und die Familienkasse des Bundes und somit die Verantwortung für über 10.000 Mitarbeiterinnen und Mitarbeiter der BA. Im Jahr 2018 wurden erstmals mehr als eine Million Arbeitslosengeldanträge online abgegeben, im Jahr 2020 wurden mit 1,4 Mio. Anträgen und somit 52,0 Prozent erstmals mehr als die Hälfte der Arbeitslosengeldanträge online und nicht mehr in Papierform eingereicht.
Durch die Corona-Pandemie ab März 2020 und die damit einhergehenden persönlichen Kontakt-Beschränkungen in Deutschland rückten binnen weniger Tage die Telefon- und Online-Wege in den Fokus der Kontaktmöglichkeiten zwischen Bürgern und Arbeitgebern mit der BA. Die BA-IT entwickelte innerhalb kürzester Zeit neue Apps, neue eServices und neue Landing-Pages zu den relevanten Themen Kurzarbeitergeld und Arbeitslosigkeit, zudem wurde die tatsächliche Homeoffice-Zahl für die BA-Mitarbeitenden um den Faktor 10 erhöht, was in der Politik und in den Medien mehrfach aufgegriffen und positiv hervorgehoben wurde.
Für die erfolgreiche Bewältigung der IT-Herausforderungen während der Corona-Monate erhielt die BA-IT im September 2020 den Preis „Digital Leader Award 2020“ und somit den 1.Platz in der Kategorie „Society“ mit der Bewerbung „Homeoffice, Hubertus Heil, Hackathon – Die Express-Digitalisierung der Bundesagentur für Arbeit für Arbeitgeber und Bürger in der Corona-Krise“.
Seit Februar 2024 leitet er wieder als Vorsitzender der Geschäftsführung die Regionaldirektion Bayern der Bundesagentur für Arbeit.

### Ehrenämter
Seit 2012 ist Schmitz Mitglied der Jury des Deichmann-Förderpreises für Integration. Zudem sitzt er seit vielen Jahren in der bayerischen Jury des Bundeswettbewerbes Deutsche Geschichte um den Preis des Bundespräsidenten der Körber-Stiftung.
Seit 2014 ist Schmitz als Honorarprofessor an der Hochschule der Bundesagentur für Arbeit (HdBA) mit den Schwerpunkten Arbeitsmarktpolitik und Arbeitsmarktinstrumente tätig.
Seit 2020 sitzt er mit anderen prominenten Vertretern aus Wissenschaft und Praxis in der Jury „CIO des Jahres“.

### Privates
Markus Schmitz ist verheiratet, hat zwei Kinder und lebt in Nürnberg.

### Auszeichnungen
Im November 2018 wurde Markus Schmitz beim IT-Wettbewerb der Fachmagazine Computerwoche und CIO-Magazin in der Kategorie Public Sector zum „CIO des Jahres 2018“ gewählt. Der „CIO des Jahres“ wird seit 2003 von Computerwoche und CIO-Magazin verliehen. Schirmherrin ist die Beauftragte der Bundesregierung für Digitalisierung, Staatsministerin Dorothee Bär.
Schmitz war zudem deutscher Finalist für den „European CIO of the year 2020“ in der Kategorie Öffentlicher Sektor.

## Veröffentlichungen
- Auf dem Weg zu einer ethisch verantwortungsvollen Datennutzung. In: Informatik Spektrum, Ausgabe 43, Dezember 2020, S. 366–373. doi:10.1007/s00287-020-01298-9
- Agile Arbeitsweisen in Behörden – Die Übersetzungsarbeit des Top-Managements. In: Projektmanagement aktuell, 05/2020, Dezember 2020, S. 9–12. doi:10.2357/PM-2020-0116
- Express-Digitalisierung in Zeiten von Corona. In: Trend - Magazin der sozialen Marktwirtschaft, Juli 2020, Ausgabe 162 „Corona-Pandemie: Mit Mut aus der Krise“, S. 24–25. issuu.com
- Digitalisierung der Verwaltung am Beispiel der Bundesagentur für Arbeit. In: Digitalisierung im Sozialrecht, Schriftenreihe, Band 69, Mai 2020, S. 103–116.[20]
- Öffentliche Dienstleistungen in Zeiten der Digitalisierung: Mehr als das Onlinezugangsgesetz. In: Public Governance - Zeitschrift für öffentliches Management, Ausgabe Frühjahr 2020, S. 4–5 (Gastkommentar); publicgovernance.de (PDF; 1,5 MB)
- Die Digitale Agenda der BA – Wie sich ein öffentlicher Dienstleister der Digitalisierung stellt. In: Christian Bär, Thomas Grädler, Robert Mayer (Hrsg.): Digitalisierung im Spannungsfeld von Politik, Wirtschaft, Wissenschaft und Recht. 1. Band: Politik und Wirtschaft. Berlin 2018, S. 409–418.
- Grundlagen einer Beratungskonzeption für die Grundsicherung für Arbeitssuchende. Nürnberg 2014 (zusammen mit Andreas Staible) (Online-Veröffentlichung ISBN 978-3-00-048978-5).
- Das arbeitnehmerorientierte Integrationskonzept der Bundesagentur für Arbeit (SGB II und SGB III). Nürnberg 2013 (zusammen mit Andreas Staible) (Online-Veröffentlichung ISBN 978-3-00-047644-0).
- Leistungen zur Eingliederung in Arbeit nach dem SGB II. In: Carsten Kreklau, Josef Siegers (Hrsg.): Handbuch der Aus- und Weiterbildung. Köln 2010, S. 3–25 (gemeinsam mit Peter Weißler).
- Neue Kompetenzen für neue Beschäftigungen: Jetzt handeln! Brüssel 2010 (als Koautor einer Experten-Gruppe der Europäischen Kommission).
- Mit Arbeitsbündnissen Jugend und Beruf die Kooperation zwischen Berufsberatung, Grundsicherungsstelle und Jugendhilfe verbessern. In: SGB II Aktuell, 8/2010, S. 2–3 (gemeinsam mit Martin Lieneke).
- Reform als Innovationsmotor. Geschäftsprozessmodellierung in der BA. In: Behörden Spiegel, November 2006, S. 50–51 (gemeinsam mit Enzio Mittag und Oliver Nandico).
- Die humanitäre und kulturelle Deutschlandhilfe der Schweiz nach dem Zweiten Weltkrieg. In: Hans-Peter Schwarz et al.: Die Schweiz und Deutschland 1945–1961. Schriftenreihe der Vierteljahrshefte für Zeitgeschichte. München 2004, S. 213–228.
- Westdeutschland und die Schweiz nach dem Krieg. Die Neuformierung der bilateralen Beziehungen 1945–1952. Zürich 2003.
- Humanität und Diplomatie. Die Schweiz in Köln 1940–1949. Aschendorff Verlag, Münster 2001 (gemeinsam mit Bernd Haunfelder).